# 凉亭坳站
凉亭坳站是位于湖南怀化市凉亭坳乡的一个铁路车站，邮政编码418006。车站建于1978年，有焦柳铁路经过该站，现仅办理货运业务，不办理客运业务。车站距离月山站1173公里，隶属广铁集团，是五等站。